# Dietrich Ebener
Dietrich Ebener (* 14. Februar 1920 in Berlin-Neukölln; † 13. Juli 2011 in Bergholz-Rehbrücke) war ein deutscher Altphilologe, Autor und Übersetzer.

## Leben

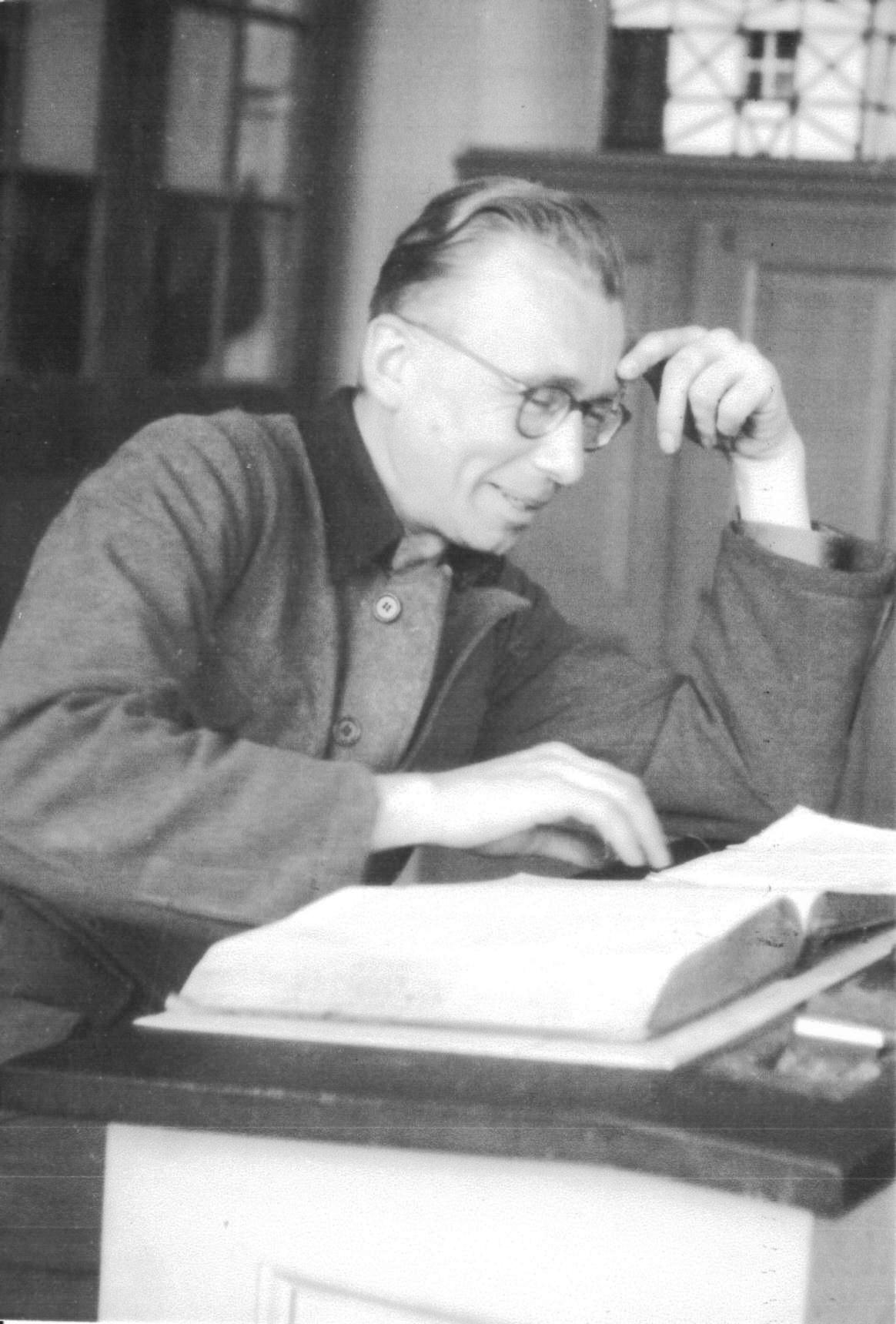
Dietrich Ebener 1947 in Potsdam als Neulehrer am Lehrerpult im Viktoria-Gymnasium

Ebener legte 1938 in Cottbus das Abitur ab. Von 1939 bis 1945 diente er als Soldat im Zweiten Weltkrieg, zuletzt als Leutnant der Reserve. im Wintersemester 1941/1942 konnte er mit Studienurlaub an der Friedrich-Wilhelms-Universität Berlin Klassische Philologie studieren; an der Front hatte er fremdsprachige Lesetexte, Minilexika und Kurzgrammatiken bei sich und arbeitete an Dramen. Bei Kriegsende geriet er 1945 in Österreich in britische Kriegsgefangenschaft.
Nach der Freilassung wurde er auf der Rückreise nach Cottbus in Wien unter Spionageverdacht vom NKWD verhaftet und anschließend in die Sowjetische Besatzungszone in Mitteldeutschland entlassen. Seit 1946 arbeitete er in Cottbus und Potsdam als Neulehrer für die Fächer Russisch, Latein, Griechisch und Geschichte, die er nebenbei auch an der HU Berlin studierte. 1951 legte er das Erste Staatsexamen ab und arbeitete als Assistent und Dozent an der Martin-Luther-Universität Halle-Wittenberg, wo er 1954 promoviert wurde und sich 1956 habilitierte.
1957 kam Ebener an die Ernst-Moritz-Arndt-Universität Greifswald, wo er ab 1958 Direktor des Instituts für Klassische Philologie wurde, zunächst als Dozent und ab 1959 als Professor. Bis zum Mauerbau 1961 unternahm er Studienreisen nach Italien, Ägypten, Indien, Sudan und Griechenland.
Ab 1967 lebte Ebener als freischaffender Autor in Bergholz-Rehbrücke bei Potsdam. Ebener wurde weder Parteimitglied noch Mitglied im Schriftstellerverband der DDR.
Ebener heiratete 1958 Johanna Knaack (1930–2019). Mit ihr hat er zwei Kinder.

## Leistungen
Ebener ist bekannt für seine Versübertragungen aus dem Lateinischen und Griechischen. Im Akademie Verlag Berlin erschienen viele seiner Übersetzungen, darunter eine sechsbändige zweisprachige Euripides-Ausgabe (1972–80). Im Aufbau-Verlag gab er Textausgaben der Autoren Vergil, Homer, Aischylos, Nonnos, Terenz und Sophokles, im Insel-Verlag von Theokrit heraus. Seine Übertragung der „Troerinnen“ wurde erstmals 1976 im Schauspielhaus Zürich unter der Regie von Spyros A. Evangelatos aufgeführt. Seitdem sind mehr als fünfzig Inszenierungen mit Ebeners Übersetzungen, viele davon an namhaften Bühnen (u. a. Schauspielhäuser in Frankfurt/M., Dresden, Köln, Bochum, Essen, Thalia-Theater Hamburg, ETA-Hoffmann-Theater Bamberg) aufgeführt worden, unter anderem von Frank Castorf. 2014 wurden Inszenierungen im Ringlokschuppen Mülheim/R. in Co-Produktion mit dem Theater Chur und dem Theater 'Schlachthaus Bern' (beide Schweiz) (Lukanus: „Der Bürgerkrieg“ [Pharsalia]) sowie eine Inszenierung von „Philoktetes“ (Sophokles) im Theater Rambazamba Berlin (Wiederaufnahme 2015) realisiert, ebenso eine Odysseus-Inszenierung im Schauspielhaus Essen. Aktuell sind Inszenierungen von „König Ödipus“ (Sophokles) im Residenztheater München (Premiere 17. Oktober 2015) und „Die Schutzflehenden“ (Aischylos) im Schauspiel Leipzig (Premiere 2. Oktober 2015) in Vorbereitung.
Ebener trat zudem mit belletristischen Werken an die Öffentlichkeit. Drei Romane erschienen von 1955 bis 1985 („Landsknecht wider Willen“, „Vala und sein Sohn“, „Kreuzweg Kalkutta“ in zwei Auflagen) im Greifenverlag Rudolstadt, mehrere Kurzgeschichten in Tageszeitungen. Eine erste Kindergeschichte schrieb er im Alter von 10 Jahren (gedruckt 1931 im „Karstadt-Magazin“), weitere folgten.
1996 wurde Ebener für sein Lebenswerk mit dem Brandenburgischen Literaturpreis ausgezeichnet.
Ebeners wissenschaftlicher und künstlerischer Nachlass wird durch das  Universitätsarchiv Greifswald betreut.